# Дмитренко, Анатолий Фёдорович
Дмитре́нко, Анато́лий Фёдорович (18 января 1933, Киев — 30 ноября 2022) — советский и российский искусствовед, историк искусства. Профессор (2008), кандидат искусствоведения (1990), заслуженный работник культуры РСФСР (1982), действительный член Петровской Академии наук и искусств (1998). член Союза журналистов (1966), Член Союза художников России (1970), член Ассоциации искусствоведов Общероссийской организации историков искусства и художественных критиков (АИС) — ассоциированного члена Российской национальной секции Международной ассоциации художественных критиков (AICA) (1996), действительный член Санкт-Петербургской Академии современного искусства, почетный член Российской академии художеств (2014).

## Биография
Образование — Киевский государственный университет им. Т. Г. Шевченко (1956). Историк-музеевед. Окончил целевую аспирантуру при отделе истории украинского искусства Академии строительства и архитектуры УССР (1959—1962) по специальности «история искусства». Ведущий научный сотрудник отдела живописи второй половины XIX — начала XXI века Государственного Русского музея.
Первые публикации на тему искусства появились в 1957 году. Автор около 300 работ и печатных материалов. Начало лекционной деятельности — 1957. Читал публичные лекции в Киеве, Москве, Ленинграде, в различных городах России и за рубежом.
Преподавание: Вечерний университет (Ленинград), отделение этики и эстетики для творческих работников — курс «История современного искусства» (1966—1990). ЛВХПУ им. В. И. Мухиной — профессор кафедры теории и истории архитектуры и искусства, руководитель научного семинара «Методика анализа художественных произведений (в контексте других искусств) в научно-исследовательской работе аспирантов и соискателей» (с 1997).
Область научных исследований: история изобразительного искусства, современное изобразительное искусство, творчество российских художников (Иван Несветайло, Юрий Грецкий, Ирина Грецкая, Владимир Ветрогонский, Анатолий Рыбкин. Николай Репин, Сергей Пичахчи и др.).